# Chocolatería

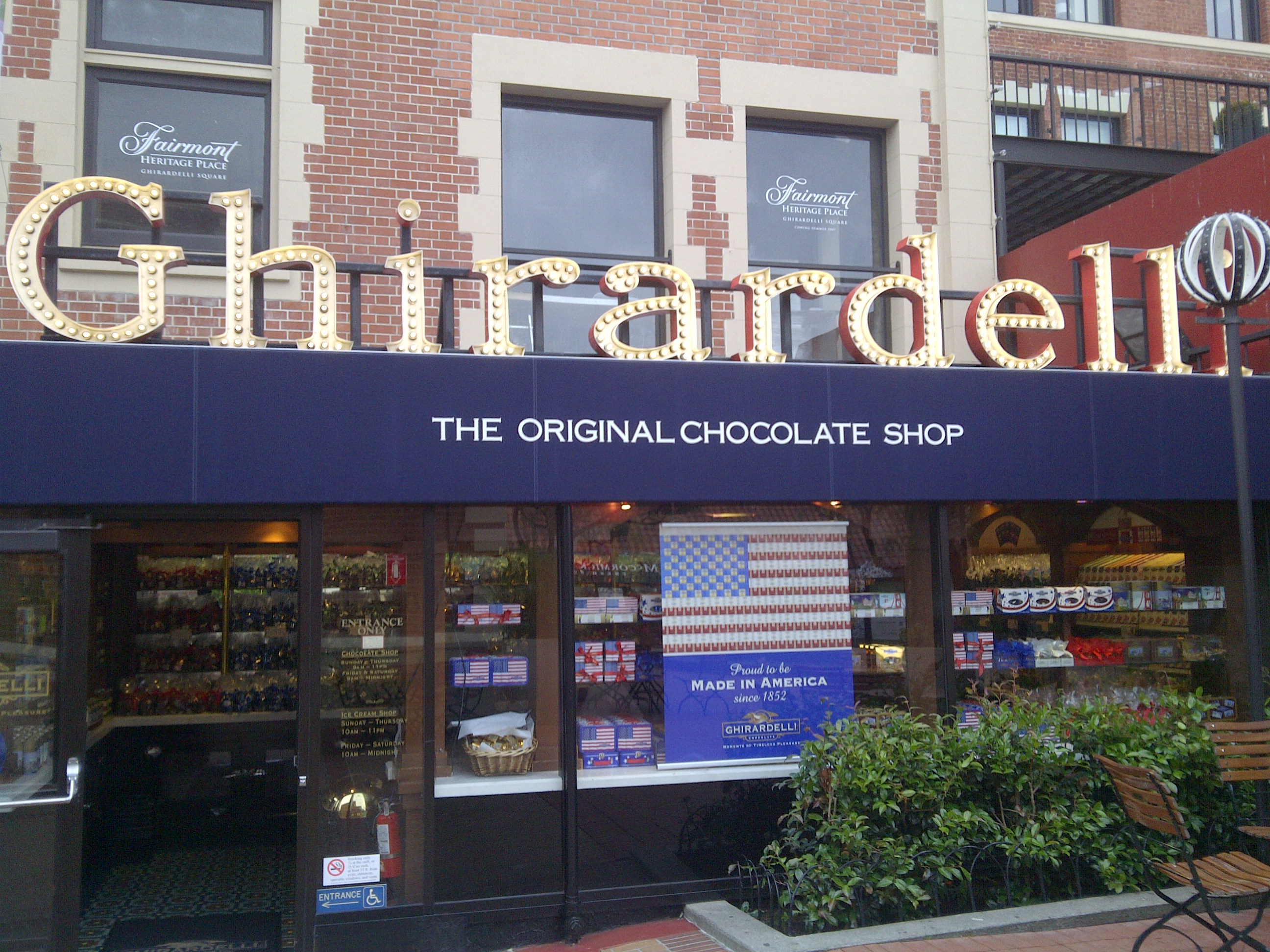
Ghirardelli Chocolate Company - San Francisco, tienda y fabricante de chocolates.

La chocolatería es la fábrica y tienda de chocolate, o una de ellas. Existen desde el siglo XVII y están presentes en todo el mundo.

## Historia
Hasta el descubrimiento de América, los europeos no conocían el cacao. Los españoles fueron los primeros en llevar sus granos a Europa, junto con los equipos para molerlo.
En el siglo XVIII la invención de la prensa hidráulica por Doret y el molino de chocolate a vapor por Dubuisson permitieron que comenzara la producción masiva. La primera chocolatería se abrió en París en 1659.

## En la cultura popular
Charlie y la fábrica de chocolate es una novela infantil de 1964 escrita por Roald Dahl. Cuenta las aventuras del joven Charlie Bucket en la prestigiosa fábrica de chocolate del excéntrico Willy Wonka . Después de encontrar uno de los cinco boletos dorados escondidos entre los envoltorios de las barras de chocolate de Wonka, cinco niños, incluido Charlie, ganan el derecho a visitar la fábrica de chocolate.
- 1971 : Charlie y la fábrica de chocolate de Mel Stewart, con Gene Wilder y Peter Ostrum, adaptado de la novela del mismo nombre de Roald Dahl,
- 2000 : Chocolate de Lasse Hallstrom, protagonizada por Juliette Binoche y Johnny Depp, adaptada de la novela Chocolate de Joan Harris ,
- 2005 : Charlie y la fábrica de chocolate de Tim Burton, protagonizada por Johnny Depp y Freddie Highmore, adaptación de la novela homónima de Roald Dahl .
- 2010 : Emotivos anónimos de Jean-Pierre Ameris, con Isabel Carré y Benoit Pulvoord. La película muestra a dos personajes extremadamente tímidos impulsados por una pasión compartida por hacer chocolates.
- 2023: Wonka, dirigida por Paul King y protagonizada por Timothée Chamalet  narra la historia de la juventud de Willy Wonka antes de los eventos de Charlie y la fábrica de chocolate